# Рейчел Ворд
Рейчел Клер Ворд (англ. Rachel Claire Ward; нар. 12 вересня 1957, Корнвелл, Оксфордшир) — британська і австралійська акторка, режисер та сценаристка.

## Життєпис
Народилася 12 вересня 1957 року у селищі Корнвелл, неподалік містечка Чіппінг-Нортон, графство Оксфордшир. Її батько — досточтимий Пітер Алістер Ворд (1926—2008), молодший син Вільяма Ворда, 3-го графа Дадлі. Мати — Клер Леонора Берінг (1936—2019), дочка відомого гравця у крикет Джайлса Берінга (1910—1986). Її прадід по лінії батька — Вільям Ворд, 2-й граф Дадлі (1967—1932), генерал-губернатор Австралії (1908—1911). Її молодша сестра — Трейсі Луїза Ворд (нар. 22 грудня 1958), акторка та екоактивістка, за чоловіком Сомерсет, герцогиня Бофорт. Її молодший брат — Джайлс Ворд (нар. 1961), банкір.
Навчалася в Hathertop Castle School у графстві Глостершир, потім в Byam Show School of Art у Лондоні. У 16 років покинула школу і почала працювати моделлю. Її фото з'явилися на обкладинках «Vogue», «Harper's Bazaar» та «Cosmopolitan». Недовгий час зустрічалася з Девідом Кеннеді, сином Роберта Кеннеді. 1977 року переїхала до США, де почала зніматися в рекламних роликах, а потім в кіно та на телебаченні. 1981 року отримала номінацію на премію Золотий глобус у категорії Нова зірка року за роль у фільмі «Команда Шаркі» з Бертом Рейнольдсом. Наступного року знялася у фільмі «Мертві спідниць не носять» зі Стівом Мартіном. 1983 року зіграла свою найвідомішу роль — Меггі Клірі у мінісеріалі «Ті, що співають у терні», за яку була номінована на премію Золотий глобус як найкраща акторка у мінісеріалі або телефільмі. 1984 року знялася у фільмі-нуар «Всупереч всьому» з Джеффом Бріджесом. 1987 року на Токійському кінофестивалі була визнана найкращою акторкою за роль в австралійській кінодрамі «Хороша дружина».
2001 року знову отримала номінацію на Золотий глобус як найкраща акторка у мінісеріалі або телефільмі за роль у постапокаліптичній стрічці «На останньому березі». Того ж року виграла премію AACTA за найкращий короткометражний ігровий фільм — «Великий будинок» за власним сценарієм, також удостоєний призу Кінокритиків Австралії (як і наступна її короткометражка «Нове пальто Марти»). 2005 року отримала звання члена Ордену Австралії (AM), за підтримку австралійського кіно та телебачення. 2006 року з'явилася у пригодницькому мінісеріалі «Чорна борода». 2007 року виконала головну роль у мінісеріалі «Дощова тінь», зігравши сільського ветеринара Кейт Макдональд з маленького австралійського містечка, яке потерпає від посухи.
2009 року, після низки короткометражок та окремих епізодів в австралійських серіалах, зняла свій перший повнометражний кінофільм «Красива Кейт» за власним сценарієм на основі однойменного роману американського письменника Ньютона Торнбурга. 2019 року вийшла її друга повномежна режисерська робота — комедійна драма «Палм-Біч», прем'єра якої відбулася на Міжнародному кінофестивалі у Сіднеї.

## Особисте життя
16 квітня 1983 року Ворд вступила у шлюб з австралійським актором Браяном Брауном, з яким познайомилася під час зйомок у мінісеріалі «Ті, що співають у терні» (де вони грали подружжя). У пари народилися троє дітей: дочка Розі (1984), дочка Матильда (1987, акторка) та син Джо (1992, актор). Разом з родиною постійно мешкає в Австралії.

## Фільмографія
| Рік  |    | Українська назва                     | Оригінальна назва                   | Роль                            |
| ---- | -- | ------------------------------------ | ----------------------------------- | ------------------------------- |
| 1979 | тф | Різдвяні польові лілії               | Christmas Lilies of the Field       | Дженні                          |
| 1981 | ф  | Вечірня школа                        | Night School                        | Елеонора Арджаї                 |
| 1981 | ф  | Команда Шаркі                        | Sharky's Mashine                    | Доміно                          |
| 1981 | с  | Династія                             | Dynasty                             | Една Макріді (1 епізод)         |
| 1982 | ф  | Мертві спідниць не носять            | Dead Men Don't Wear Plaid           | Джульєтта Форрест               |
| 1983 | ф  | Фінальний терор                      | The Final Terror                    | Маргарет                        |
| 1983 | с  | Ті, що співають у терні              | The Thorn Birds                     | Меггі Клірі                     |
| 1984 | ф  | Всупереч всьому                      | Against All Odds                    | Джессі Вайлер                   |
| 1985 | тф | Фортеця                              | Fortress                            | Саллі Джонс                     |
| 1987 | ф  | Готель «Колоніаль»                   | Hotel Colonial                      | Ірен Коста                      |
| 1987 | ф  | Хороша дружина                       | The Good Wife/ The Umbrella Woman   | Мардж Гіллс                     |
| 1989 | ф  | Як досягти успіху в рекламі          | How to Get Ahead in Advertising     | Джулія Беглі                    |
| 1989 | тф | Тінь Кобри                           | Shadow of the Cobra                 | Кріс Ройстон                    |
| 1990 | ф  | Як стемніє, моя люба                 | After Dark, My Sweet                | Фей Андерсон                    |
| 1991 | тф | І море розповість                    | And the Sea Will Tell               | Дженніфер Дженкінс              |
| 1992 | ф  | Христофор Колумб: Завоювання Америки | Christopher Columbus: The Discovery | королева Ізабелла               |
| 1992 | тф | Чорна магія                          | Black Magic                         | Ліліан Блатман                  |
| 1992 | тф | Повторно не судять                   | Double Jeopardy                     | Ліза Барнс Доннелі              |
| 1993 | ф  | Безмежне Саргасове море              | Wide Sargasso Sea                   | Аннета Мейсон                   |
| 1997 | тф | Кохання, вбивство та обман           | My Stepson, My Lover                | Кетлін Корі                     |
| 2000 | тф | На останньому березі                 | On the Beach                        | Мойра Девідсон                  |
| 2002 | тф | Дівчина Боббі                        | Bobbie's Girl                       | Роберта Ленгем (Боббі)          |
| 2002 | тф | Вершники правосуддя                  | Johnson County War                  | Квіні                           |
| 2006 | с  | Чорна борода                         | Blackbeard                          | Саллі Данбар                    |
| 2007 | с  | Дощова тінь                          | Rain Shadow                         | Кейт Макдональд                 |
| 2016 | ф  | Смерть і життя Отто Блума            | The Death and Life of Otto Bloom    | доктор Ада Фіцджеральд          |
| 2018 | мф | Кролик Петрик                        | Peter Rabbit                        | Джозефіна, мати Петрика (голос) |

### Режисер
- 2000 — Скеля сліпого / Blindman's Bluff (короткометражний), також авторк сценарію.
- 2001 — Великий будинок / The Big House (короткометражний), також автор сценарію.
- 2003 — Нове пальто Марти / Martha's New Coat (короткометражний).
- 2006 — Knot at Home Project (документальний телесеріал).
- 2006 — Two Twisted (телесеріал, епізод «Heart Attack»).
- 2009 — Красива Кейт / Beautiful Kate (кінофільм, у ролях Бен Мендельсон, Рейчел Гріффітс, Браян Браун, Мейв Дермоді та Софі Лоу), також автор сценарію.
- 2010 — Rake (телесеріал, епізоди «R vs Dana», «R vs Lorton»).
- 2011 — Моє місце / My Place (телесеріал, епізоди «1848 Johanna», «1838 Davey», «1828 Alice»).
- 2012 — Протоки / The Straits (телесеріал, епізоди «The Hunt for Vlad», «Epiphanies», «The Price»).
- 2013 — An Accidental Soldier (телефільм).
- 2014 — Devil's Playground (телесеріал, епізоди «The Tail of the Serpent», «I Will Bring Fire Onto This Earth», «He Maketh My Way Perfect»).
- 2019 — Палм-Біч / Palm Beach (кінофільм, у ролях Френсіс Беррі, Браян Браун, Матильда Браун, Річард Грант, Аарон Джеффрі, Жаклін Маккензі, Хезер Мітчелл, Сем Нілл та Грета Скаккі), також автор сценарію (спільно з Джоанною Мюррей-Сміт).